# Њупорт (Мејн)
Њупорт (енгл. Newport) насељено је место без административног статуса у америчкој савезној држави Мејн.

## Демографија
По попису из 2010. године број становника је 1.776, што је 22 (1,3%) становника више него 2000. године.
| Група             | 2000.         | 2010.         |
| Белци             | 1.714 (97,7%) | 1.674 (94,3%) |
| Афроамериканци    | 4 (0,2%)      | 7 (0,4%)      |
| Азијати           | 5 (0,3%)      | 11 (0,6%)     |
| Хиспаноамериканци | 12 (0,7%)     | 28 (1,6%)     |
| Укупно            | 1.754         | 1.776         |